# Ароський дім

Герб Ароського дому

Аро́ський ді́м (ісп. Casa de Haro) — кастильський шляхетний рід. Династія біскайських сеньйорів (X—XIV). Назва походить від поселення Аро, яке кастильсько-леонський король Альфонсо VI дарував своєму васалові Дієго, засновнику роду. Вперше згадується у документах під таким іменем від 1117 року. Серед відомих представників роду — Лопе II, учасник битви при битві при Навас-де-Толосі (1212) та визволитель Баеси (1227); його донька Менсія, королева-дружина португальського короля Саншу II. Герб, прийнятий за часів Лопе ІІ на знак його бойової доблесті, — срібний щит із двома чорними вовками, що тримають у зубах ягнят; облямівка червона, з 8 золотими косими хрестами. Також — Аро, Ароські.

## Родинні зв'язки
- Португальський Бургундський дім
  1. Саншу II (1209—1248), король Португалії (1223—1248) ∞ Менсія (1215—1270), донька біскайського сеньйора Лопе II